# Super-Kamiokande

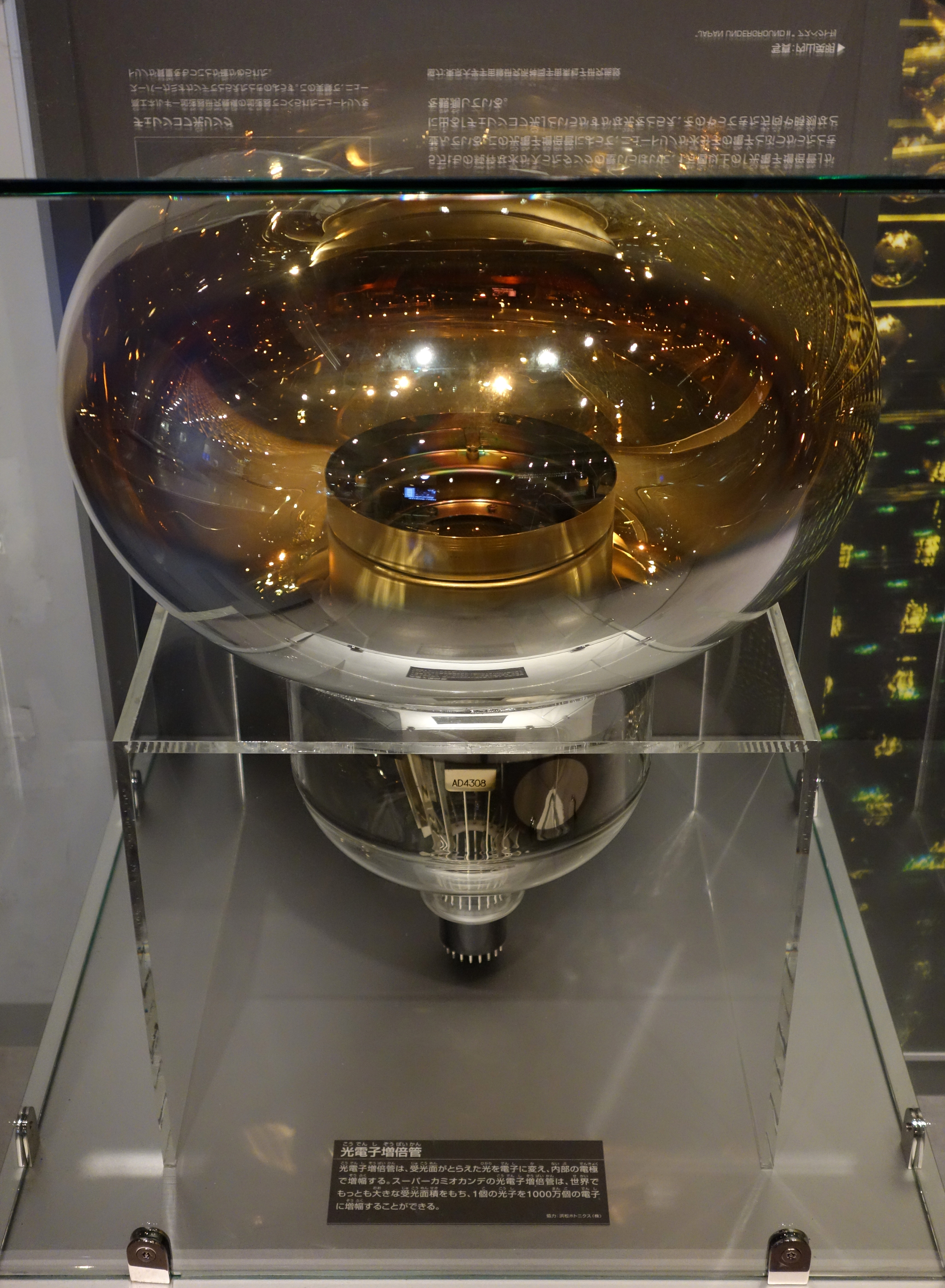
Đèn nhân quang điện (PMT) cỡ 500 mm dùng trong dò neutrino.

Đài quan sát Super-Kamiokande (スーパーカミオカンデ), hoặc Super-K là trung tâm quan sát neutrino tại các thành phố của Hida, Gifu, Nhật Bản. Mục đích thiết kế của nó để tìm kiếm các proton phân rã, nghiên cứu hạt neutrino đến từ Mặt Trời và từ khí quyển, và theo dõi các vụ nổ siêu tân tinh trong thiên hà Ngân Hà.

## Nguyên lý hoạt động
Super-K nằm dưới lòng đất 1.000 m (3.281 ft) trong mỏ Kamioka thuộc vùng Hida's Kamioka. Nó bao gồm một bồn chứa làm bằng thép không gỉ hình trụ kích thước cao 41,4 m và đường kính 39,3 m bên trong chứa 50.000 tấn nước tinh khiết. Trong bồn này chứa một bồn hình trụ khác làm bằng thép không gỉ đường kính 33,8 m và cao 36,2 m (118,8 ft) với thành trong có gắn 11.146 đèn nhân quang điện. Có một Tyvex và blacksheet rào kèm theo bồn chứa rằng ngăn cách quang học các bộ thu ID và OD.
Các neutrino tương tác với các electron hoặc hạt nhân nước có thể sinh ra hạt điện tích di chuyển nhanh hơn tốc độ ánh sáng trong nước (mặc dù tất nhiên là chậm hơn tốc độ của ánh sáng trong chân không). Điều này tạo ra bức xạ Cherenkov, tương đương với sóng âm là sóng xung kích. Ánh sáng Cherenkov chiếu vào thành bồn và được ghi lại bởi các đèn nhân quang điện (PMT). Bằng cách đo thời gian và thông tin ghi nhận từ mỗi PMT, vị trí và hướng cũng như loại (flavour) neutrino được xác định trong từng sự kiện tương tác.